# بازج (اسم)
البَازِج هو اسم علم مذكر من أصل عربي، وجاء الاسم على صيغة الفاعل، ومعناه هو  المُحَسَّنُ المُزَيَّنُ.